# Séisme du 20 février 1743 à Nardò

L'Italie entre la plaque tectonique africaine et européenne.

Le séisme de 1743 à Nardò est un séisme survenu le 20 février 1743 dans cette ville de l'actuelle région des Pouilles et ses environs, dans le sud de l'Italie, faisant alors partie du royaume de Naples, qui détruisit presque entièrement la ville, sans faire un trop grand nombre de victimes (350).

## Historique
Nardò est une ville italienne d'environ 30 000 habitants, (appelée à l'époque romaine Neretum) et située dans la province de Lecce, dans la région d'Apulie, dans l'Italie méridionale dont les habitants vénèrent saint Grégoire l'Illuminateur comme leur saint patron depuis que  sa statue a été épargnée pendant le séisme.
Chaque 20 février, l'église et ses habitants font une grande procession dans la ville avec la relique du bras droit de saint Grégoire l’Illuminateur.